# NGC 2576
NGC 2576 is een spiraalvormig sterrenstelsel in het sterrenbeeld Kreeft. Het hemelobject werd op 29 maart 1865 ontdekt door de Duitse astronoom Albert Marth.

## Synoniemen
- UGC 4371
- MCG 4-20-41
- ZWG 119.76
- PGC 23512